# Селитренное
Сели́тренное — село в Харабалинском районе Астраханской области. Административный центр Селитренского сельсовета.

## Физико-географическая характеристика

### Климат
Климат резко континентальный с жарким сухим летом, холодной и ветреной зимой. Годовой радиационный баланс составляет 45 ккал/см2. Продолжительность периода с температурой выше 0°С составляет 235—260 дней. Сумма температур активной вегетации (среднесуточная температура воздуха свыше 10°С) равняется 3400 — 3500°С.
Важную роль в климатообразовании играет циркуляция воздушных масс. Расположение муниципального образования «Селитренский сельсовет» в умеренных широтах определяет западный и северо-западный перенос воздушных масс со стороны Атлантического океана преимущественно в виде циклонов. С их приходом связано выпадение осадков, уменьшение температуры воздуха летом и повышение её зимой. Положением территории на границе с обширным азиатским материковым пространством обусловлено влияние Сибирского антициклона. Для антициклона характерно высокое давление, малооблачное или безоблачное небо, малое количество осадков. В связи с этим зимой в условиях короткого дня, малого угла падения солнечных лучей, ясного неба расход лучистой энергии превышает приход, следовательно, устанавливаются низкие температуры воздуха. Летом поступление тепла превышает расход, что вызывает повышение температуры воздуха и установление жарких дней. Нередко на территорию прорываются холодные воздушные массы со стороны Северного Ледовитого океана, циклоны — со Средиземного и Чёрного морей.
Под действием вышеперечисленных факторов сформировался умеренный, резко континентальный климат с высокими температурами летом, низкими — зимой, большими годовыми и летними суточными амплитудами температуры воздуха, малым количеством осадков и большой испаряемостью.
В тёплый период года (июль-август) и в начале осени (сентябрь-октябрь) существенную роль играют ветры западного и северо-западного направлений, формирующиеся за счёт трансформации воздушных масс в медленно движущихся азорских и арктических антициклонах. Ветры северных и южных направлений в течение года имеют небольшую повторяемость — 7 — 8 %. Повторяемость юго-западных ветров не превышает 5 — 11 %.
Годовая скорость ветра на территории характеризуется усилением зимой, весной и поздней осенью, с ослаблением в летний период. Средняя многолетняя скорость ветра изменяется от 3,3-3,6 м/с в марте-апреле до 2,4 — 2,7м/с в июле — августе. В течение года преобладают ветры со скоростью 2,0 — 5,0 м/с (65-73 %). Повторяемость ветров со скоростью более 12 м/с составляет 3-7 %, однако в отдельные месяцы может увеличиться до 6 — 12 %. Наибольшая повторяемость сильных ветров (15м/с и более) приходится на апрель, а наименьшая — на летний период и раннюю осень.

### Геологическое строение территории
Территория муниципального образования «Селитренский сельсовет» расположена на Прикаспийской низменности, совпадающей с обширной Прикаспийской синеклизой, выполненной толщей осадочных пород огромной мощности (до 10-12 км) палеозойского, мезозойского и кайнозойского возраста.

### Гидрография
Гидрографическая сеть муниципального образования представлена реками Волга и Ахтуба, Ашулук, многочисленными ериками, такими как Харабалык, Проездной. Река Волга не принимает ни одного притока, но от Волги отходит рукав Ахтуба, который течёт параллельно Волге на расстоянии от 7 до 30 км. Волга и Ахтуба сильно меандрируют, образуя обширную Волго-Ахтубинскую пойму, изобилующую протоками, старицами и озерками.
Река Ахтуба — ширина 80—450 м, глубина 2—5 м, скорость течения 0,3 м/с. Левый берег обрывистый, изрезан балками и оврагами глубиной 25—30 м, правый — пологий.
Устойчивый ледостав лишь в суровые зимы с толщиной льда 50—80 см, в обычные зимы толщина льда 25—35 см. Весенний ледоход продолжается около двух недель. Половодье начинается во второй половине апреля и длится около трёх месяцев, затопляется 80 % площади всей поймы. Освобождается пойма от воды в конце июня. Межень — в августе.

### Растительный и почвенный покров

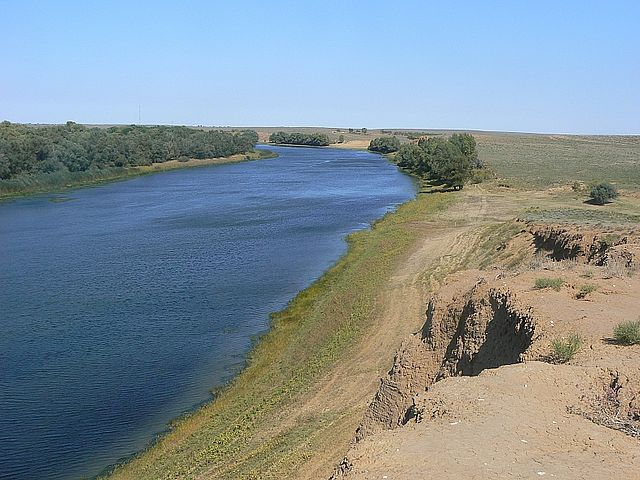
Природа в с. Селитренное

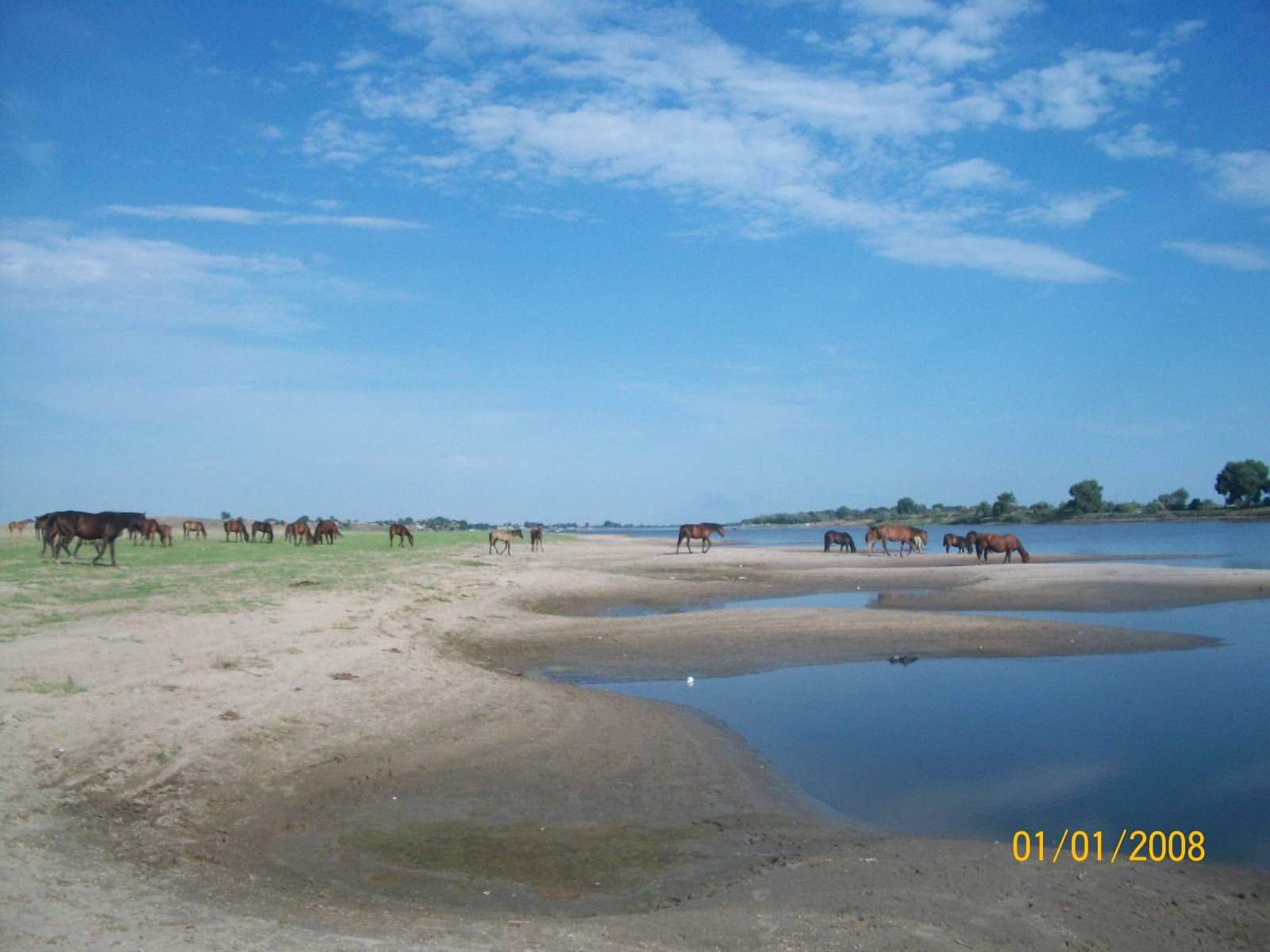
Природа с. Селитренное

Территория села Селитренного входит в подзону бурых почв полупустыни. Характерной особенностью почвенного покрова является его комплексность, которая проявляется в мозаичном сочетании бурых почв со светло-каштановыми, солонцами и солончаками.
Почвенный покров полупустыни и песчаной пустыни сформировался в условиях острого дефицита атмосферных осадков под изреженной ксерофитной растительностью. Почвообразующими породами на бурых почвах являются хвалынские отложения, на песках — современные эоловые отложения. По гранулометрическому составу почвообразующие породы представлены песками и супесями. Грунтовые воды залегают на глубине более 10 м и участия в процессе почвообразования не принимают. Засоление воднорастворимыми солями у песчаных почв встречается крайне редко.
Бурые полупустынные почвы — это зональный тип почв полупустынь и пустынь. Главный климатический фактор, определяющий направление почвообразования в этой зоне — высокие температуры воздуха и недостаток влаги в вегетационный период. Основными особенностями этих почв являются слабая гумусированность и малая мощность гумусового горизонта (1 — 2 %), что определяется спецификой климата, низкой биологической продуктивностью растительного покрова и высокой микробиологической активностью. Бурые почвы обладают хорошей водопроницаемостью, но малой влагоёмкостью.
Светло-каштановые почвы при достаточном увлажнении дают неплохой урожай овощей, зерна и других с/х культур. Бурые почвы чаще используются как пастбища, но при орошении на них возможно возделывать бахчевые культуры и виноград.
Бурые пустынные почвы, отличаясь малым содержанием гумуса, положительно реагируют на внесение органических и минеральных удобрений. Необходимо внесение навозного или компостного, и бактериальных удобрений, а также желательна запашка зелёных удобрений.
В пределах Волго-Ахтубинской поймы в зависимости от типа водного режима и связанных с ним растительным покровом и процессами обмена сформировались группы дерновых насыщенных, луговых насыщенных и лугово-болотных почв, в той или иной степени засоленных. Источник засоления — реликтовое засоление материнских пород и минерализованные грунтовые воды. В результате сезонной динамики режима подземных вод степень засоления почв непостоянна.
Аллювиальные дерновые насыщенные почвы имеют наибольшее распространение (до 50 %) в пойме. По генетическому возрасту они, как правило, самые молодые почвы. Распространены они на пойме высокого и среднего уровней, что морфологически связано с прирусловыми валами крупных водотоков и участками гривистой центральной поймы.
Наиболее типичной чертой растительного покрова является сочетание сообществ степного типа с сообществами пустынными. Основу степной растительности составляют дерновинные злаки (типчак, ковыли), представители ксерофитного степного разнотравья, как правило, немногочислены. Среди них преобладают сложноцветные, бобовые, в весеннем аспекте — крестоцветные.
Полынные пустынные сообщества, иногда с примесью степных дерновинных злаков, довольно широко распространены в границах рассматриваемой территории. Преобладающие почвы — бурые полупустынные, легкосуглинистые и супесчаные.
Подавляющая часть естественных лесов расположена узкими полосами, небольшими участками по берегам рек, проток и по островам Волго-Ахтубинской поймы. Рассматриваемая территория относится к лесодефицитному району с резко выраженным защитным значением существующей древесно-кустарниковой растительности.
Пойменные леса регулируют водный сток и гидрологический режим, влияют на создание оптимальных условий для нереста рыб. В период весеннего половодья леса снижают скорость течения воды, предохраняют берега от размыва, препятствуют образованию мелей и перекатов. Кроме того, леса Волго-Ахтубинской поймы являются объектом туризма.

## История

### Селитренное городище — Сарай-Бату

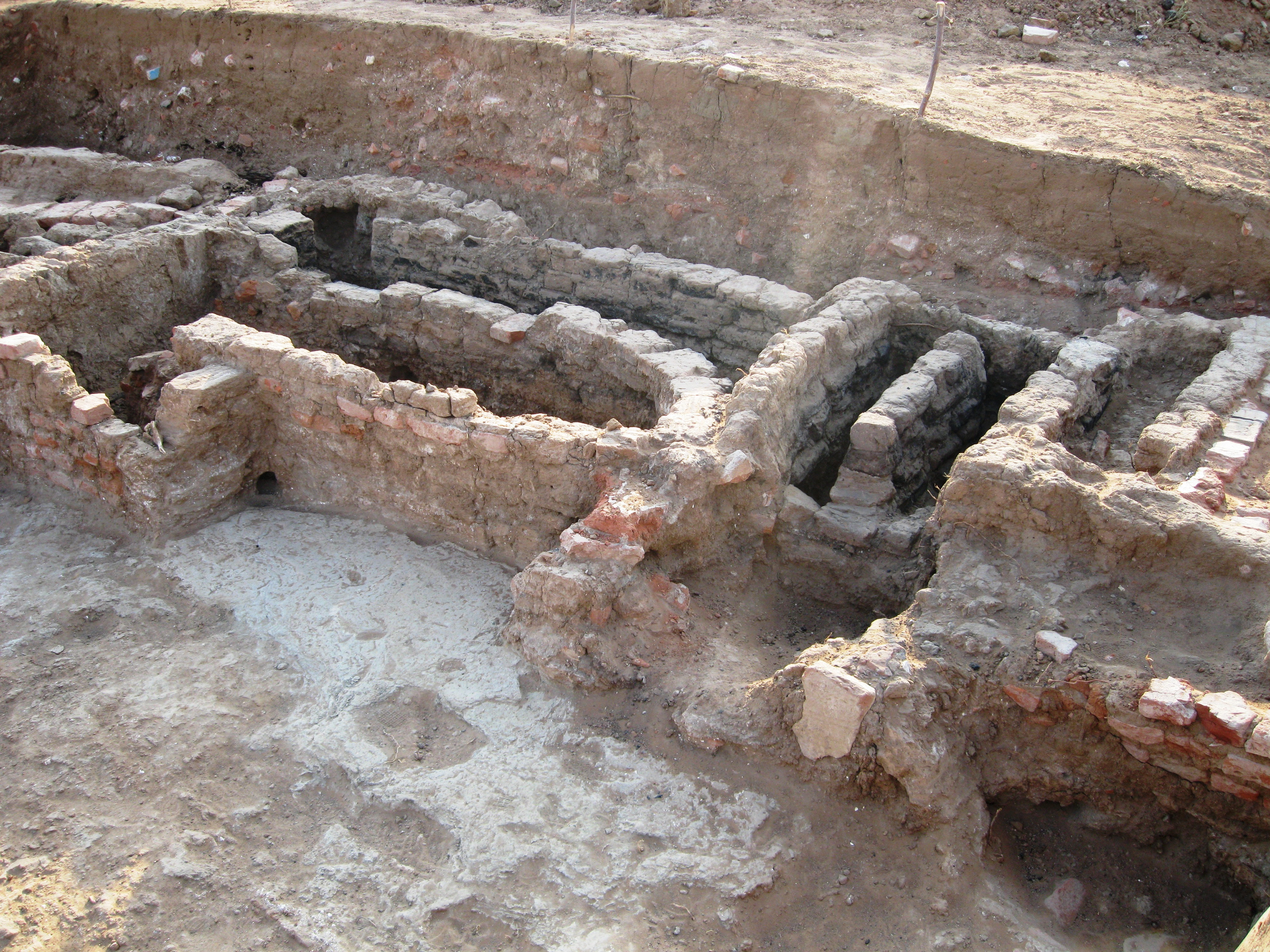
Раскопки

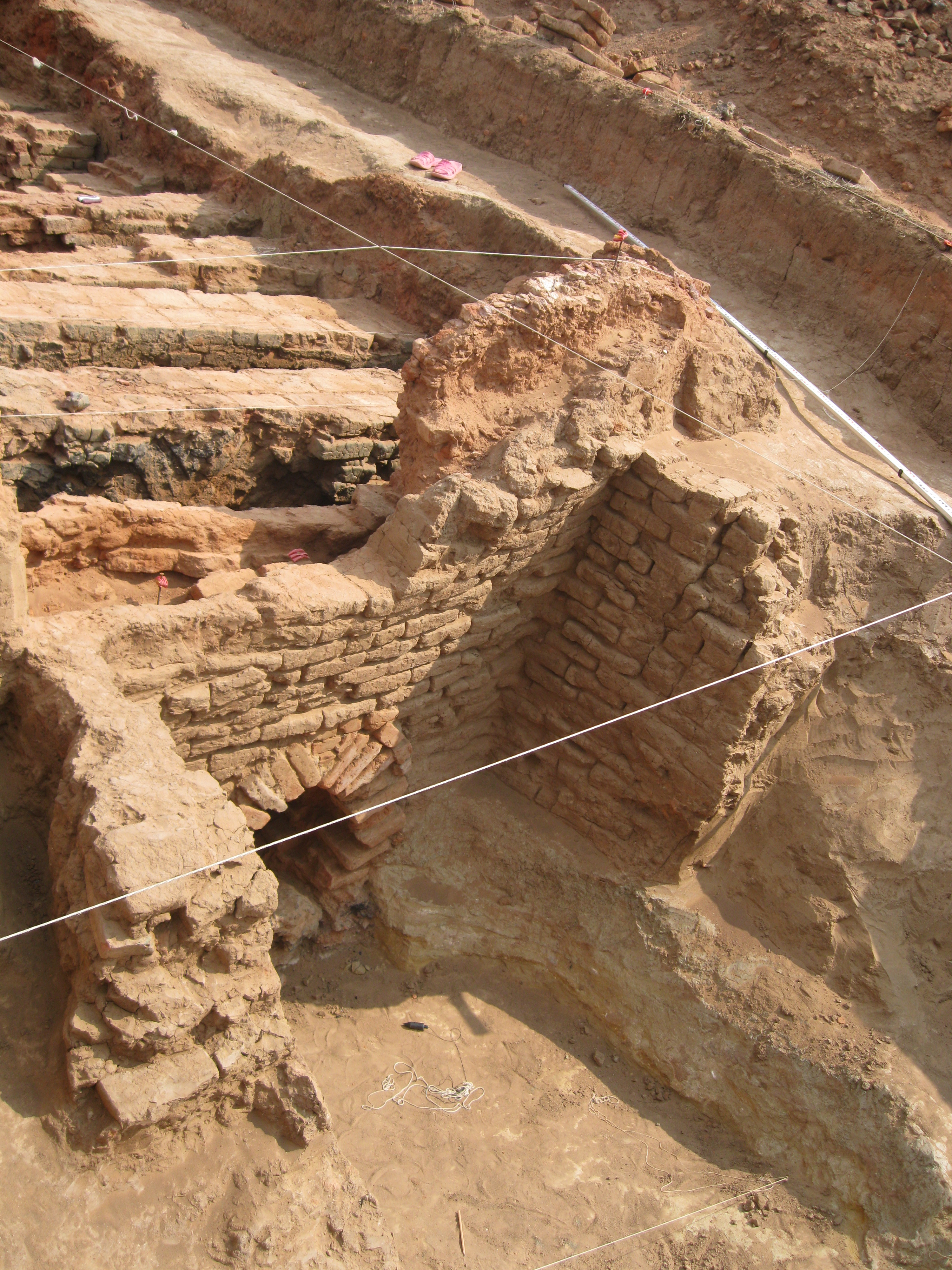
Раскопки. Горн по обжигу кирпича

Золотоордынские города были построены руками покорённых народов, и поэтому их культура является смешением культур средневековой Руси, Средней Азии, Крыма, Кавказа, Ирана, древних народов Сибири и монголов. В этом ценность той информации, которая хранится в руинах и культурном слое Селитренного городища и извлекается при раскопках.
Город называли Сарай-Бату в честь основателя — хана Батыя. Он начал строиться в 1254 году, и за короткое время превратился в один из крупнейших городов мира, стал центром великой империи. По данным исследований А. В. Пачкалова, Селитренное городище представляет собой не Сарай, основанный Батыем в XIII веке, а Новый Сарай, возникший при хане Узбеке в 1330-е годы. На городище отсутствуют находки монет XIII — начала XIV веков. Геополитическое положение его было исключительным — на перекрёстке северного ответвления Великого шелкового пути — из Восточной Азии в Европу и Волжского пути — из Северной Европы в Азию. По тем меркам город Сарай-Бату был огромен — он располагался вдоль реки Ахтуба на 10 километров, и население было (по разным сведениям) до ста тысяч жителей. Помимо его административной ценности, Сарай-Бату был известен своим экономическим и торговым значением. В городе жило множество ремесленников, оружейников, гончаров, стеклодувов и ювелиров. Были все необходимые постройки и сооружения: канализация, водоснабжение, школа, мечети и церковь, базар, кладбище и прекрасные сады и даже центральное отопление! Особую ценность для Бату-хана представлял его ханский дворец, украшенный золотом. Любителем гигантских золотых статуй ещё был известный хан Батый, который в своё время награбил несметное количество драгоценного металла. У монгольского завоевателя золота было так много, что более лучшего способа применения драгоценного металла он не придумал, как отлить из него двух золотых коней в натуральную величину. По этому поводу мнения экспертов касательно веса этих коней сильно расходятся, однако всё равно цифры внушительны: примерно от 1,5 до 8 тонн вес каждой лошади. Что, собственно говоря, и неудивительно, потому как плотность золота составляет 19,32 г/см3, и тяжелее только лишь металлы платиновой группы! Статуи золотых коней в течение века украшали столицу Золотой Орды Сарай-Бату, переходя во владения от хана к хану. Дальнейшая судьба этих статуй неизвестна.
Именно поэтому история и культура этого города является наследием не только давно не существующего государства Золотой Орды, но и многих существующих ныне государств и народов, например, Китая, Ирана, Средней Азии и других.
Раскопки на его месте начались 100 лет назад, но были эпизодическими. В 1965 году специально для изучения золотоордынских памятников Институт археологии РАН создал Поволжскую экспедицию. Сейчас Сарай ал-Махруса один из самых крупных археологических памятников России.
На базе Астраханского государственного объединённого историко-архитектурного музея-заповедника здесь был создан филиал под открытым небом — музейный археологический комплекс «Селитренное городище». Вся территория бывшей столицы Орды (2080 га), является охранной зоной федерального значения. «Селитренное городище» является одним из самых крупных историко-культурных достопримечательностей Астраханской области.

### Из истории села Селитренное
После завоевания Астрахани в 1556 году войсками Ивана Грозного территория Астраханского края была заселена татарами. В XVII веке их стали теснить калмыки, принявшие подданство России и обязавшиеся охранять юго-восточные границы государства. В 1705 году в Астрахани взбунтовались стрельцы, среди которых были и татары. Восстание было жестоко подавлено, татарское население бежало на Кубань и в Крым.
Около 1710 года на месте развалин средневекового городища был устроен казённый завод. Завод с посёлком рабочих стал известен под названием «Селитренного городка». Здешняя почва с обилием солей и строительной извести способствовала образованию селитры. Вскоре после образования поселения при селитренских заводах майору Молостову Астраханской епархией в 1717 году было дано разрешение построить церковь во имя Сошествия Св. Духа. Деревянная церковь простояла до 1795 года, которую впоследствии продали в селе Копановку. Церковь в селе была мерилом благополучия и богатства. Со строительством церкви любой населённый пункт приобретал статус села, и поэтому годом основания села Селитренное можно считать 1717 год.
В 1835 году в селе Селитренное из Астрахани была перенесена другая церковь, которую поставили на каменный фундамент. Позже в селе построили двухэтажную каменную церковь. В 1770—1780 годах запасы селитры иссякли, и пороховые мельницы были закрыты. Однако посёлок рос и расширялся. К 1887 году Селитренное усилиями трудолюбивых и предприимчивых граждан стало богатейшим селом Нижнего Поволжья. Главным богатством села была плодородная, насыщенная естественными минеральными удобрениями, земля. Сеяли пшеницу, рожь, просо. В окрестностях села насчитывалось 25 садов. На реке Ахтуба у жителей села было около 150 судов для ловли рыбы и перевозки грузов. В селе находились два пожарных депо, 3 кузницы, 9 магазинов, 2 запасных хлебных магазина для хранения зерна на случай неурожая, 22 ветряных мельницы, кожевенный и кирпичный заводы. А также две школы: министерская и церковно-приходская, в которых обучались 103 мальчика и 66 девочек.
В 1911 г. село насчитывало 1022 двора с населением 5049 человек. В конце XIX века в селе 2—3 раза в год устраивались ярмарки, на которые съезжались жители соседних сёл. Селитренская волость Енотаевского уезда состояла из трёх сёл: Вольное, Хошеутово и Селитренное. Главою села являлся староста, избиравшийся на 3 года. Наиболее зажиточные жители имели свои неводы, подчалки. Свой улов они продавали частично населению села, частично скупщикам, или сдавали на рыбозавод. В 1875 году на берегу Ахтубы был построен завод, владельцем которого являлся выходец Пензенской губернии Н. М. Кисилёв. Немного позже, в 1889 году был возведён кирпичный завод. В организации, которого активное участие принимал владелец рыбозавода — Кисилёв. Изготовленный кирпич шёл главным образом на строительство домов. Из этого кирпича также построены школа, магазин, пекарня. В основном завод работал до 1917 года. В 1917 году перешёл в товарищество, потом в артель и, наконец, в 1930 году в колхоз. Октябрьская революция явилась переломным моментом в жизни села.
До Великой Октябрьской социалистической революции село относилось к Астраханской губернии, Енотаевского уезда, в 54 верстах от уездного города, при реке Ахтубе. На пространстве свыше 12 верст в длину, на 8 холмах, встречаются в земле различные кирпичные сооружения — жилища, подвалы, водопроводы и т. д. Отсюда, между прочим, возникло предположение, что на месте Селитренного некогда была столица Золотой орды, Сарай (см. Сарай-Бату, Сарай-Берке).
В июне 1918 г. в селе была установлена советская власть. В декабре 1929 года в была проведена полная коллективизация. В 1930 году из скотоводческих, земледельческих артелей организовался колхоз.
Во время Великой Отечественной войны почти каждая семья отправила на фронт бойца. В селе остались женщины, старики, дети. Более четырёхсот мужчин ушло на войну, из которых 251 человек не вернулся. С окончанием войны солдаты возвращались с фронта, которым предстояло восстановить хозяйство села. В 1968 году был проведён водопровод, озеленены улицы. В 1976 году открылась новая десятилетняя школа, в 1980 году — детский сад.
Главные занятия жителей — скотоводство, сенокошение и садоводство, а также выделка овчин, столярное и бондарное ремесла.

## Население
| 2002  | 2010  | 2012  | 2013  | 2014  | 2015  | 2016  |
| ----- | ----- | ----- | ----- | ----- | ----- | ----- |
| 2004  | ↘1978 | ↘1946 | ↘1933 | ↘1922 | ↗1951 | ↘1937 |
| 2017  | 2018  | 2019  | 2020  | 2021  |       |       |
| ↘1907 | ↘1844 | ↘1806 | ↘1799 | ↘1516 |       |       |

Этнический состав
| Национальность | Численность (2010) | Процент |
| -------------- | ------------------ | ------- |
| Казахи         | 1051               | 53%     |
| Русские        | 860                | 43,3%   |
| Даргинцы       | 24                 | 1,2%    |
| Татары         | 10                 | 0,5%    |
| Украинцы       | 6                  | 0,3%    |
| Марийцы        | 5                  | 0,3%    |
| Молдаване      | 5                  | 0,3%    |
| Армяне         | 4                  | 0,2%    |
| Белорусы       | 3                  | 0,2%    |
| Не указана     | 16                 | 0,8%    |
| Всего          | 1984               | 100%    |

## Инфраструктура
Село Селитренное расположено в 125 км от областного центра — г. Астрахань, в 40 км от районного центра — г. Харабали и в 18 км от ж/д станции Ашулук. Связь с областным и районным центрами осуществляется по трассе федерального значения Астрахань-Волгоград.
В Селитренном проживают 2114 человек (на 01.01. 2013 года), 51 % составляют русские, 49 % — казахи.
Общая площадь территории — 55 896 га
Жилая застройка села представляет собой ряд параллельных улиц, пересечённых проездами. Улицы села: Еремушкина, Ленина, Колхозная, Гагарина, Чапаева, Степная, Костина, Елены Лосевой, Кирова, Комсомольская, Советская, Набережная, Ленина, Пионерская, Северная, Молодёжная, Мусаева, Ивана Гурьева, Батищева, Куйбышева, Некрасова, Урицкого.

### Общественный центр
Общественный центр сформирован зданием Администрации села, Домом культуры. К общественному центру можно также отнести здание сельской амбулатории, почтовое отделение связи и отделение сбербанка.
В центре находится 2-х этажное кирпичное здание дореволюционной постройки, которое и определяла в тот период центр села. Сейчас это здание отреставрировано, здесь находится магазин продовольственных товаров и аптека. На этой же улице расположено ещё одно здание дореволюционной постройки. Оно находится в частной собственности (хозяин Портнов В.И), в нём находится магазин продуктовых и промышленных товаров, хлебопекарня.
Территория отдыха включает в себя сельский парк с танцевальной площадкой, который находится в центре села.

### Культура
В селе функционируют учреждения культуры: музей «Селитренное городище», Селитренская сельская библиотека, Историко- культурный центр «Сарай-Бату».

### Образование
На территории села функционирует МБОУ «СОШ с. Селитренное», ученики которой регулярно занимают призовые места на районных, областных олимпиадах. В школе часто проходят различные соревнования и праздники. В школе функционирует музей, в котором представлены экспонаты, относящиеся к истории посёлка и школы. В селе функционирует Детский сад «Тополек».

### Производственная зона
Представлена следующими комплексами: строительный двор; ремонтно-механические мастерские; машинный двор, площадка для хранения с/х техники; гаражное хозяйство; теплично-парниковое хозяйство; зерноток; приёмный пункт овощей. Существующие комплексы расположены в северо-восточной центральной окраине села.

### Торговля
В селе имеются 10 магазинов смешанной специализации (продовольственных — не продовольственных товаров).

### Лесное хозяйство
На территории села ведёт работу Селитренское лесничество, которое занимается охраной и воспроизводством лесов, сбором семян, заготовкой древесины.

### Туризм
Активно развивается на территории села туристический бизнес, ежегодно в село приезжают отдыхать туристы с разных городов России.
В с. Селитренное расположены свыше 10 туристических баз, такие как «Южный флот», «Ахтуба-клуб»,"Селитрон","Клёвый берег","Рыбалка-Лайф","Алимовский плёс" и т. д.

### Другие учреждения
Помимо вышеназванных учреждений в селе функционирует: ветеринарная амбулатория, православная церковь, МПУПЖКХ, Полиция, АТС.

## Объекты культурного наследия
Отличительной особенностью территории является наличие уникального памятника археологии — Селитренного городища — бывшей столицы Золотой Орды города Сарай-Бату.
Остатки города располагаются на бэровских буграх и имеют площадь примерно 32 кв.км. Изучение этого уникального археологического памятника началось ещё в XVIII веке.
Городище «Сарай-Бату» является остатками первой столицы Золотой Орды — Сарай-Бату. Оно было известно также под названиями Сарай-ал-Махруса, Старый Сарай. Столица основана ханом Бату около 1250 года. В 1333 году в городе побывал арабский путешественник Ибн-Батута. Он застал огромных размеров город с широкими улицами, населённый разными народами: монголами, асами, кипчаками, черкесами, русскими и византийцами. Причём, каждый из этих народов жил в отдельной части города. Вскоре после этого столица была перенесена выше по течению реки Ахтубы — в Сарай-ал-Джедид. В период расцвета первая столица Золотой Орды насчитывала около 75 тысяч жителей. Во второй половине XV века жизнь в Сарае затухает, и город прекращает своё существование.
В 1710—1765 годах в центральной части городища работало предприятие по производству селитры, от которого долгое время оставались стены и башни укреплений, окружавших завод. С этого же времени существует село Селитренное, занимающее часть древнего городища. В XVIII столетии начинается научное изучение памятника.
Культурный слой городища имеет мощность от 0,5 до 4 м. Ранние конструкции были заглублены в материк. Золотоордынский слой представлен многочисленными сооружениями — землянками, жилыми домами, дворцами, мечетями, банями, различными мастерскими, при строительстве которых применялись различные строительные материалы: жжёный и сырцовый кирпич, дерево, камень. При выкладке кирпичных конструкций использовался глиняный и алебастровый раствор. Общественные здания, дворцы и мечети украшались многоцветными глазурованными изразцами на глине и кашине. Городище имело планировку усадебного типа, при которой не было разделения на жилые и производственные кварталы.
Городище «Сарай — Бату» является наиболее исследованным объектом археологии Астраханского края. Также территории муниципального образования «Селитренский сельсовет» располагаются выявленные объекты культурного наследия: "Поселение «Каменное», XIII—XV веков, в 11,2 км к ЮВ от автотрассы Астрахань-Волгоград и "Поселение «Татарское кладбище», XIII—XV веков, в 10,9 км к ЮВ от автотрассы Астрахань-Волгоград.

## Герб села Селитренное

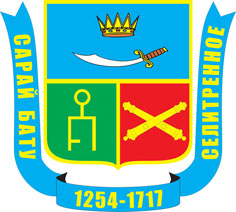
Герб с. Селитренное

В верхней половине щита герб Астраханский: «в лазуревом щите золотая, подобная королевской, корона с пятью концами; под нею восточный меч, острым концом влево». Нижняя половина щита разделена на две части: в левом секторе на зелёном фоне изображение золотой тамги дома Бату; в правом секторе на красном фоне изображение двух бронзовых перекрещивающихся пушек.
Вокруг щита расположена голубая лента с надписью: «Сарай Бату. 1254—1717. Селитренное». Изображение тамги дома Бату на зелёном фоне символизирует древнюю историю территории, на которой расположено село Селитренное, — существование столицы монгольского государства Золотая Орда (Улус Джучи) города Сарай (Сарай Бату, Сарай ал-Махруса). Тамга показывает монгольский компонент государства. Зелёный фон символизирует ислам, принятый в государстве в качестве государственной религии в 1312 году.
Изображение двух перекрещивающихся пушек символизирует строительство селитренных заводов при Петре I для производства пороха в период подготовки к войне с Персией. Красный фон символизирует православие, закрепившееся здесь с вновь пришедшим для работы на заводах русским населением.
Надпись на ленте показывает древнее и современное название территории — «Сарай Бату» и «Селитренное». Даты на узле ленты: 1254 — год первого письменного упоминания о столице монгольского государства городе Сарай; 1717 — год строительства в Селитренном городке Церкви «Во имя Сошествия Св. Духа», в результате чего населённый пункт приобрёл статус села. Авторы герба: Казаков П. В., Пигарёв Е. М.

## Водный транспорт
Территория села находится в Волго-Ахтубинской пойме, которая расположена на гряде островов, связь с которыми осуществляется паромной переправой, через р. Ахтуба и р. Харабалык и входит в состав Харабалинского района.
На сегодняшний день поселение в целом имеет достаточную обеспеченность внешними транспортными связями, которые дополняются водной артерией по реке Волга, через её многочисленные протоки и рукава, из которых наиболее признанными являются Ахтуба и Ашулук. Вдоль береговой линии р. Ахтуба, в пределах села, расположены такие объекты: существующая паромная переправа, 2 действующих причала и один строящийся.
Протяжённость судоходных рек с гарантированными глубинами на территории муниципального образования составляет около 16,8 км.

## Русская православная церковь
- Архидиаконо-Стефановская церковь. Упоминается в 1811—1914 гг[22].